# Nilson Ferreira Costa
Nilson Ferreira Costa (Bauru, 7 de novembro de 1929 — Bauru, 18 de abril de 2021), ou Nilson Costa foi um politico brasileiro. Foi prefeito de Bauru de 1999 até 2005.

## Carreira política
- Vereador e presidente da Câmara Municipal de Bauru, no início da década de 1960.
- 1962: candidato a deputado estadual pela UDN, ficando na primeira suplência com 6.154 votos.
- 1966: no exercício do mandato como deputado, buscou conquistar sua reeleição, sendo que em 12 de maio de 1966, o DOPS/Bauru comunica São Paulo de que em campanha eleitoral, teria oferecido emprego ao vereador Oswaldo Caçador, na Assembleia Legislativa de São Paulo, em troca de seu apoio.[1]
- 1996: elegeu-se Vice-Prefeito de Antônio Izzo Filho.
- Agosto/1998: assumiu o mandato, com a cassação do titular e desfiliou-se do Partido Liberal, indo para o PCB.
- 2001: venceu pela primeira vez, uma eleição majoritária, tornando-se Prefeito de Bauru, sendo cassado no meio do mandato. Após 15 dias afastado, reassumiu e cumpriu seu mandato até o final.
- 2008: candidatou-se à vereador de Bauru pelo Partido da República, tendo sua candidatura impugnada pela Justiça Eleitoral.
- 2012: candidatou-se novamente à vereador, desta vez pelo Partido Socialista Brasileiro.

## Morte
Morreu na madrugada do dia 18 de abril de 2021, aos 91 anos, vítima de infarto.